# Acantu
Acantu (em grego:  Ακανθού) é uma cidade localizada no distrito de Famagusta, Chipre. Com população de 1,459 habitantes pelo censo de 2011.